# Aeropuerto de Visakhapatnam
El Aeropuerto de Visakhapatnam (en télugu, విశాఖపట్నం అంతర్జాతీయ విమానాశ్రయం) (IATA: VTZ, OACI: VOVZ) es un aeropuerto que atiende a la ciudad de Visakhapatnam, Andhra Pradesh, India. Está ubicado a aproximadamente 7 kilómetros (4 mi) de la ciudad. Es el mayor aeropuerto del estado por número de pasajeros. Una nueva terminal abrió en marzo de 2009 para integrar las operaciones nacionales e internacionales en un solo edificio.
La Dirección de Aeropuertos de India comparte el aeropuerto con la Armada India, que le da el nombre de INS Dega al aeropuerto.

## Aerolíneas y destinos
El aeropuerto recibió su primer vuelo internacional en octubre de 2012, cuando SilkAir empezó un servicio a Singapur.
| Ciudades por países | Nombre del aeropuerto                                | Aerolíneas                                 | Aeronaves | Frecuencias semanales |      |
| Asia                | Asia                                                 | Asia                                       | Asia      | Asia                  | Asia |
| ------------------- | ---------------------------------------------------- | ------------------------------------------ | --------- | --------------------- | ---- |
| India               |                                                      |                                            |           |                       |      |
| Bengaluru           | Aeropuerto Internacional Kempegowda                  | AirAsia India IndiGo SpiceJet (Estacional) | A32x      |                       |      |
| Bhubaneswar         | Aeropuerto Biju Patnaik                              | IndiGo                                     |           |                       |      |
| Chennai             | Aeropuerto Internacional de Chennai                  | IndiGo SpiceJet                            |           |                       |      |
| Delhi               | Aeropuerto Internacional Indira Gandhi               | Air India AirAsia India IndiGo SpiceJet    |           |                       |      |
| Hyderabad           | Aeropuerto Internacional Rajiv Gandhi                | Air India IndiGo SpiceJet                  |           |                       |      |
| Kochi               | Aeropuerto Internacional de Kochi                    | SpiceJet (Estacional)                      |           |                       |      |
| Kolkata             | Aeropuerto Internacional Netaji Subhash Chandra Bose | IndiGo                                     |           |                       |      |
| Mangaluru           | Aeropuerto Internacional de Mangaluru                | SpiceJet (Estacional)                      |           |                       |      |
| Mumbai              | Aeropuerto Internacional Chhatrapati Shivaji         | Air India IndiGo SpiceJet                  |           |                       |      |
| Puerto Blair        | Aeropuerto Internacional Veer Savarkar               | Air India                                  |           |                       |      |
| Raipur              | Aeropuerto Swami Vivekananda                         | Air India                                  |           |                       |      |
| Malasia             |                                                      |                                            |           |                       |      |
| Kuala Lumpur        | Aeropuerto Internacional de Kuala Lumpur             | AirAsia                                    | A3xx      |                       |      |
| Singapur            |                                                      |                                            |           |                       |      |
| Singapur            | Aeropuerto Internacional de Singapur Changi          | SilkAir                                    |           |                       |      |

## Estadísticas
Ver fuente y consulta Wikidata.